# HMS Resolution (1667)
El HMS Resolution fue un navío de línea de la Royal Navy de 70 cañones, botado en el astillero de Harwich el 6 de diciembre de 1667. Fue uno de los tres únicos buques third-rate diseñados y construidos por el ingeniero naval Sir Anthony Deane.

## Historia

### Flota del Mediterráneo
El Resolution fue finalmente concluido y artillado en 1668. Entre agosto de 1668 y septiembre de 1670 fue buque insignia  dentro de la Flota del Mediterráneo, bajo el mando del Almirante Sir Thomas Allin,   alternando con el HMS Monmouth. Como tal, participó en una expedición contra los corsarios berberiscos en 1669.

### Tercera guerra anglo-neerlandesa (1672-1674)
El HMS Resolution participó el 13 de marzojul./ 23 de marzo de 1672greg. en el fallido ataque contra el convoy holandés de Esmirna, que dio lugar a la tercera guerra anglo-neerlandesa. El 28 de mayojul./ 7 de juniogreg. participó en la batalla de Solebay. El 28 de mayojul./ 7 de junio de 1673greg. el Resolution tomó parte en la primera Batalla de Schooneveld, con resultado desfavorable, regresando a puerto en junio antes de la segunda Batalla de Schooneveld. Ambos combates navales fueron parte de la guerra franco-neerlandesa, y fueron librados frente a la costa de los actuales Países Bajos, entre una flota aliada anglo-francesa comandada por el príncipe Ruperto del Rin en su buque insignia, el HMS Royal Charles y la flota de las Provincias Unidas, comandada por Michiel de Ruyter.
El 11 de agostojul./ 21 de agostogreg. de ese mismo año el Resolution participó en la Batalla de Texel.La batalla tuvo lugar frente a la costa occidental de la isla de Texel entre la flota de las Provincias Unidas y las flotas combinadas francesa e inglesa (obligada a asistir a la francesa por el Tratado de Dover). Fue la última gran batalla de la tercera guerra anglo-neerlandesa, que a su vez formó parte de la guerra franco-neerlandesa (1672-1678), durante la cual Luis XIV de Francia trató de establecer el control sobre los Países Bajos españoles. El fracaso aliado en las batallas de 1673 permitiría frenar la invasión de las Provincias Unidas. La tercera guerra anglo-neerlandesa concluyó en 1674 con el Tratado de Westminster.

### Indias Occidentales
En 1685 fue reconfigurado a 68 cañones, lo que aumentó ligeramente su manga. Con este diseño participó en la Acción de Barfleur el 19 de mayojul./ 29 de mayo de 1692greg., preludio de las batallas de Barfleur-La Hogue del que finalizaron el 4 de juniojul./ 14 de juniogreg. de ese año. En 1693 fue comisionado a las Indias Occidentales, situación que duró hasta su regreso a Irlanda formando parte de un convoy, finalizando la comisión el 25 de septiembrejul./ 5 de octubre de 1695greg..

### Guerra de los Nueve Años (1688-1697)
Formó parte también del infructuoso bloqueo naval al puerto francés de Durkerque desde marzo de 1696, hasta su regreso a Inglaterra el 25 de septiembrejul./ 5 de octubregreg. de ese año.Esta ciudad había sido vendida por Carlos II de Inglaterra a Francia por 320.000 libras esterlinas, tras haber sido tomada en la batalla de las Dunas de 1658. La fortificación y ampliación del puerto por parte francesa llevó a la implicación inglesa contra Francia en la guerra de los Nueve Años y el consiguiente bloqueo.

### Últimos años
Fue puesto nuevamente en servicio tras una reforma en el astillero de Chatham el 30 de abriljul./ 10 de mayo de 1698greg., como navío de 70 cañones nuevamente. Este cambio limitado no implicó una reforma profunda de su casco.
En la Gran Tormenta de 1703 en Pevensey Bay (East Sussex), golpeó el banco Owers frente a Littlehampton antes de que la tripulación pudiera siquiera izar velas, y luego cruzó el Solent, ya sin gobierno alrededor de Beachy Head. Con el barco seriamente inundado, su capitán, Thomas Liell, intentó sin éxito vararlo frente a Pevensey Bay, pero la tripulación tuvo que abandonar el barco y todos llegaron a tierra por sus propios medios.

## Pecio
En abril de 2005, un naufragio bien conservado fue descubierto accidentalmente por tres buzos que intentaban recuperar una nasa de langosta enredada a 1+1⁄2 millas de la costa y a 9 metros bajo el nivel del mar, aproximadamente a 50°48′10″ N 0°24′38″ E. Fue solo cuando apareció un ancla de 12 pies en que Paul Stratford, Martin Wiltshire y Steve Paice encontraron decenas de cañones de hierro fundido alrededor de un casco de madera. El descubrimiento se mantuvo de forma discreta mientras se llevaba a cabo un estudio preliminar por parte del Wessex Archaeology en el sitio y mientras se llevaban a cabo acuerdos sobre la mejor manera de protegerlo. En él se encontraron al menos 45 cañones de gran tamaño, junto con un montículo de lastre rodeado de cuadernas de madera y tablones que sobresalían de un lecho marino de arena y limo. Todos estos parecían ser de un gran buque de guerra que dataría de entre 1600 y 1800, y que es factible que sea el Resolution.

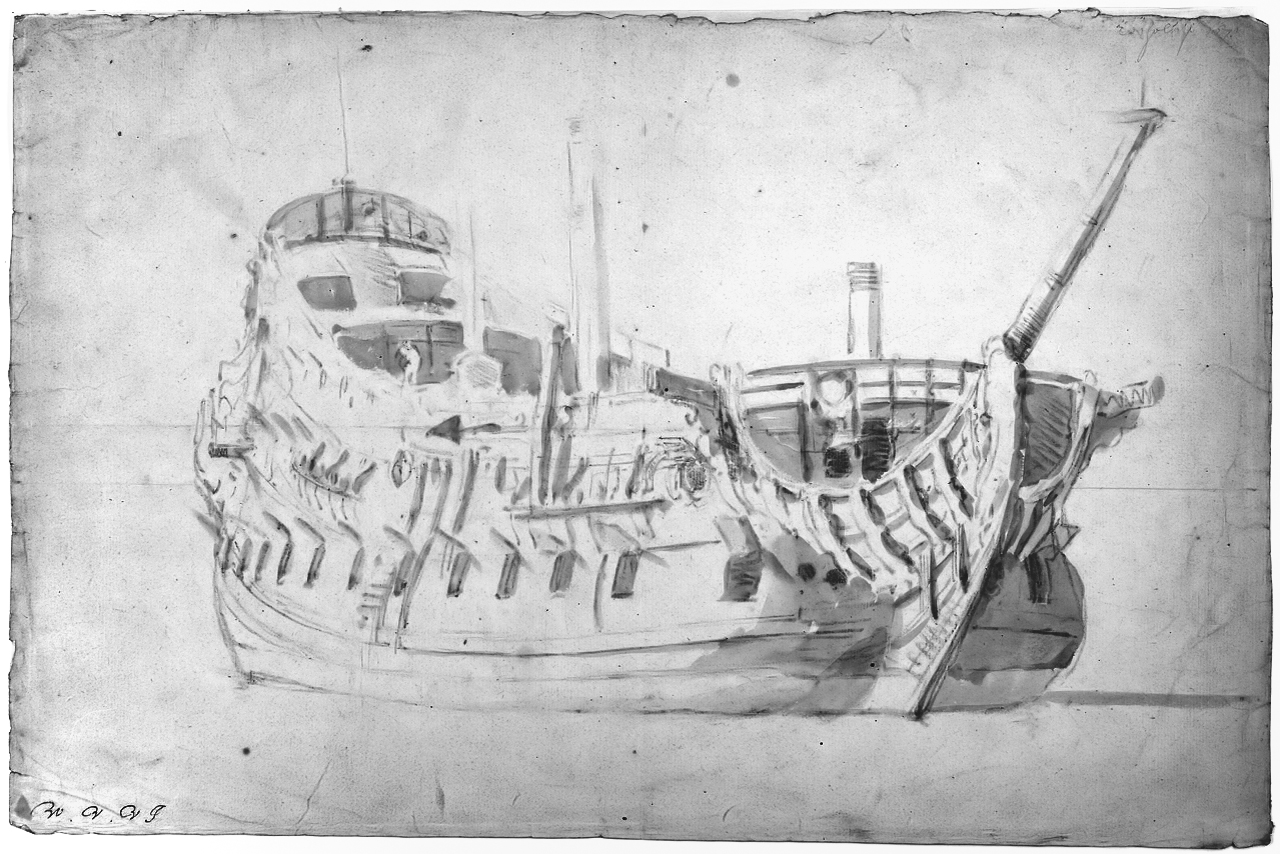
Dibujo del casco del buque, preservado en Ámsterdam

En mayo de 2006, el sitio se hizo público y se le dio protección oficial bajo la Ley de Protección de Naufragios de 1973, que prohíbe el buceo no autorizado a menos de 100 m, por el ministro de cultura David Lammy. Martin Wiltshire y Steve Paice permitieron que Paul Stratford asumiera las responsabilidades de solicitante de licencia. El pecio está protegido y administrado por Historic England. (Detalles de la base de datos de edificios catalogados (1000084). National Heritage List for England (NHLE).
Ian Oxley, jefe de arqueología marítima del English Heritage, calificó el barco como "una parte crucial del patrimonio marítimo de Inglaterra". Uno de los buzos, el Sr. Paul Stratford, de 41 años, que solo había estado buceando durante cuatro años, dijo que estaban "muy orgullosos" de su hallazgo y agregó:

Fue increíble. Bajamos allí esperando conseguir algo de junco de pesca y encontramos un ancla enorme. La visibilidad era escasa, pero seguíamos encontrando cañón tras cañón. Hemos estado pescando y luego buceando en esta área desde que éramos niños, así que nos sorprendió encontrar esto en nuestra bahía. Alimenta tu imaginación sobre qué más podría haber ahí abajo.

Mucha gente bucea durante años con la esperanza de encontrar algo como esto, pero realmente nos topamos con él. Hemos estado buceando durante cuatro o cinco años y también hemos pescado aquí, y encontrar esto en nuestra propia puerta es increíble. Está el ancla, algunos cañones, una gran área de ladrillo que se cree que es el área de la cocina, pero el sitio no ha sido excavado ni perturbado en este momento. Solo hemos estado grabando lo que hay ahí abajo. Hemos estado trabajando en estrecha colaboración con el English Heritage y el Nautical Archaeology Society

Una vez que nos topamos con él, era obvio que era un gran barco de guerra. Tenía que ser por la cantidad de armas que había. La falta de acero nos hizo darnos cuenta de que se trataba de un barco maderero y muy poco después encontramos la estructura del casco. Creemos que es la Resolución HMS. No podemos estar seguros hasta que podamos encontrar algo que nos permita ponerle fecha. Pero con toda la información que nos llegan, lo más probable es que se trate del Resolution.
Paul Stratford

Si el naufragio resultase ser el HMS Resolution, ya sería propiedad del Fideicomiso de Museos Náuticos de Hastings, que compró los derechos del buque, aún por verificar, al Ministerio de Defensa en 1985. Su representante, Adrian Barak, dijo:

Se trata de un hallazgo de gran importancia. No podemos decir que sea definitivamente el Resolution, pero es casi el lugar exacto correcto. Es notable que este naufragio no se hubiera descubierto antes. Es posible que el fondo marino haya sido movido por las tormentas invernales que lo dejaron al descubierto.
Adrian Barak

Por ahora, los tres buzos (que en 2006 están tomando cursos de capacitación de NAS hasta la Parte III, que los equipará para llevar a cabo sofisticados trabajos de prospección) han sido designados como licenciatarios conjuntos del sitio y supervisarán el mantenimiento, la prospección y cualquier excavación, en asociación con el Wessex Archaeology y con la participación de la Nautical Archaeology Society. En relación con esto los buzos han dicho:

Nos reuniremos pronto con ellos, el Wessex y el English Heritage para discutir el camino a seguir. Por un lado, necesitamos financiación para proyectos que apoyen el estudio y el posible trabajo de muestreo que pueda conducir a una identificación positiva.

Se ha desarrollado una ruta de buceo in situ y una virtual que recrea el emplazamiento del pecio.